# Joseph Helfert

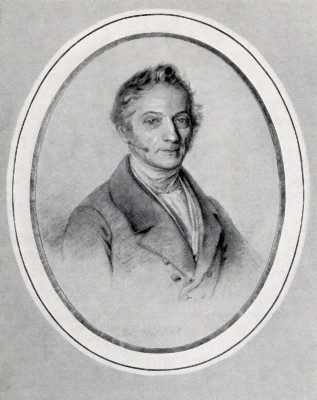
Joseph Helfert

Joseph Helfert (* 28. Oktober 1791 in Plan; † 9. September 1847 in Jungbunzlau) war ein böhmischer Rechtswissenschaftler und Ethnograph. Er gilt als einer der Begründer der Denkmalpflege in Böhmen und ist der Vater des Politikers Joseph Alexander von Helfert.

## Leben
Helfert war der zweitälteste Sohn eines Weißgerbermeisters in Plan und wuchs in bescheidenen Verhältnissen auf. Er entstammte einer im 18. Jahrhundert aus Bayern eingewanderten und in Böhmen weitverzweigten Familie. Mit Unterstützung seiner Lehrer wurde Helfert ein Besuch des Untergymnasiums in Eger ermöglicht. 1807 nahm er an der Karls-Universität Prag ein Philosophiestudium auf. Anschließend wirkte Helfert als Hofmeister bei einem Notar in Warnsdorf, um ein Studium der Rechtswissenschaften zu finanzieren. Nach dessen Abschluss nahm er verschiedene Anstellungen als Erzieher und Rechtspraktikant wahr. 1814 stand Helfert in Diensten des fürstenbergischen Residenten in Böhmen und Hofrates, Michael Ebert.
Nachfolgend übersiedelte er nach Wien, wo er noch vor seiner Promotion durch Professor Thomas Dolliner zu seinem Substituten für Römisches und Kanonisches Recht an der Universität Wien ernannt wurde. Am 20. Juli 1817 promovierte Helfert in Wien zum Dr. iur. und wurde am 31. Oktober 1818 auf den Lehrstuhl für österreichisches Privatrecht an der Universität Olmütz berufen. Bis März 1819 nahm Helfert weiterhin die Supplentur Dolliners in Wien wahr und begann im April 1819 seine Lehrtätigkeit in Olmütz. Dort heiratete er am 21. September 1819 Nina, geborene Schreiner. 1820 folgte er einem Ruf als Professor des Römischen und Kanonischen Rechtes an die Prager Karls-Universität. 1824 übernahm Helfert als wirklicher fürsterzbischöflicher Konsistorialrat zugleich Geschäftsführungsaufgaben des Erzbistums Prag. Helfert begründete 1828 zusammen mit Karel Vinařický die Zeitschrift für den Katholischen Klerus. Bis zu seinem Tode hatte Helfert den Lehrstuhl in Prag inne. Er verstarb 1847 auf der Rückreise von Marienbad in Jungbunzlau an einem Schlaganfall.
Helfert bereiste bereits seit seiner Studienzeit oftmals Böhmen und fertigte dabei Zeichnungen historischer Denkmäler. 1806 entstand seine Zeichnung der Burg Elbogen.

## Werke
- Versuch einer systematischen Darstellung der Jurisdiktionsnorm, 1819 u. 1828.
- Von der Erbauung Erhaltung und Herstellung der kirchlichen Gebäude, 1823 u. 1834.
- Von dem Kirchenvermögen, 1825, 1825 u. 1834.
- Darstellung der Rechte, welche in Ansehung der heiligen Handlungen... statt finden, 1823 u. 1844.
- Die Rechte und Verfassung der Altkatholiken, 1827 und 1843.
- Von der Beisetzung, 1828.
- Von den Rechten und Pflichten der Bischöfe und Pfarrer, 1832.
- Anleitung zum geistlichen Geschäftsstile, 1837 ff.
- Handbuch des Kirchenrechts, 1845–1848.
- Anleitung zum seelsorgerischen Geschäftsstil in Ehesachen, 1858 (posthum).